# Born and Raised (álbum)
Born and Raised es el quinto álbum de estudio por el músico estadounidense de rock John Mayer, lanzado el 22 de mayo de 2012. El primer sencillo, Shadow Days, fue publicado por Mayer en su blog el 27 de febrero de 2012. El primer video del disco, de la canción Queen of California, fue publicado el 30 de julio de 2012. El álbum fue bien recibido por la crítica, al punto de ser considerado como "su mejor álbum hasta la fecha".

## Promoción
La promoción del álbum fue limitada a entrevistas en radio y televisión debido a problemas de salud que Mayer tuvo que enfrentar. Entre los programas donde hizo apariciones estuvieron Late Night with Jimmy Fallon y The Ellen DeGeneres Show, donde Mayer describió a Born and Raised como su álbum más "honesto" y "cohesionado" hasta la fecha. Mayer también estuvo presente en el Late Show with David Letterman como invitado musical, tocando la guitarra junto a la banda del show. El 10 de mayo de 2012, el Clive Davis Theater tuvo "Una noche con John Mayer", en el cual Mayer habló sobre el álbum y su carrera.

### Gira
Mayer tenía planeado realizar una gira en la primavera de 2012 para promocionar su disco, pero debió cancelarla debido a que unos granulomas en la garganta que le había diagnosticado en septiembre de 2011 habían regresado y debía someterse a una cirugía. Desde entonces se ha visto obligado a suspender en forma indefinida sus presentaciones en vivo.

## Recepción
Born and Raised es el tercer álbum de Mayer que alcanza el puesto número uno en el Billboard 200 en los Estados Unidos, vendiendo 219 000 unidades en su primera semana a la venta. La semana siguiente, nuevamente alcanzó el primer lugar, convirtiéndose en el primer álbum de Mayer que pasa más de una semana en la primera ubicación. En Canadá, el álbum debutó como número uno, vendiendo 17 800 copias, convirtiéndolo en el su primer álbum en ser número uno en ese país. El álbum también ingresó en las listas del Reino Unido, debutando en la cuarta posición.

## Lista de canciones
Todas las canciones escritas y compuestas por Todas las canciones fueron escritas por John Mayer a menos que se indique lo contrario.. 
| N.º | Título                                             | Duración |  |
| 1.  | «Queen of California»                              | 4:10     |  |
| 2.  | «The Age of Worry»                                 | 2:38     |  |
| 3.  | «Shadow Days»                                      | 3:53     |  |
| 4.  | «Speak for Me»                                     | 3:45     |  |
| 5.  | «Something Like Olivia»                            | 3:01     |  |
| 6.  | «Born and Raised»                                  | 4:48     |  |
| 7.  | «If I Ever Get Around to Living»                   | 5:22     |  |
| 8.  | «Love Is a Verb»                                   | 2:24     |  |
| 9.  | «Walt Grace's Submarine Test, January 1967»        | 5:08     |  |
| 10. | «Whiskey, Whiskey, Whiskey»                        | 4:39     |  |
| 11. | «A Face to Call Home»                              | 4:45     |  |
| 12. | «Born and Raised (Reprise)»                        | 2:01     |  |
| 13. | «Fool to Love You (versión bonus track en iTunes)» | 2:16     |  |